# Équipe du Brésil féminine de football

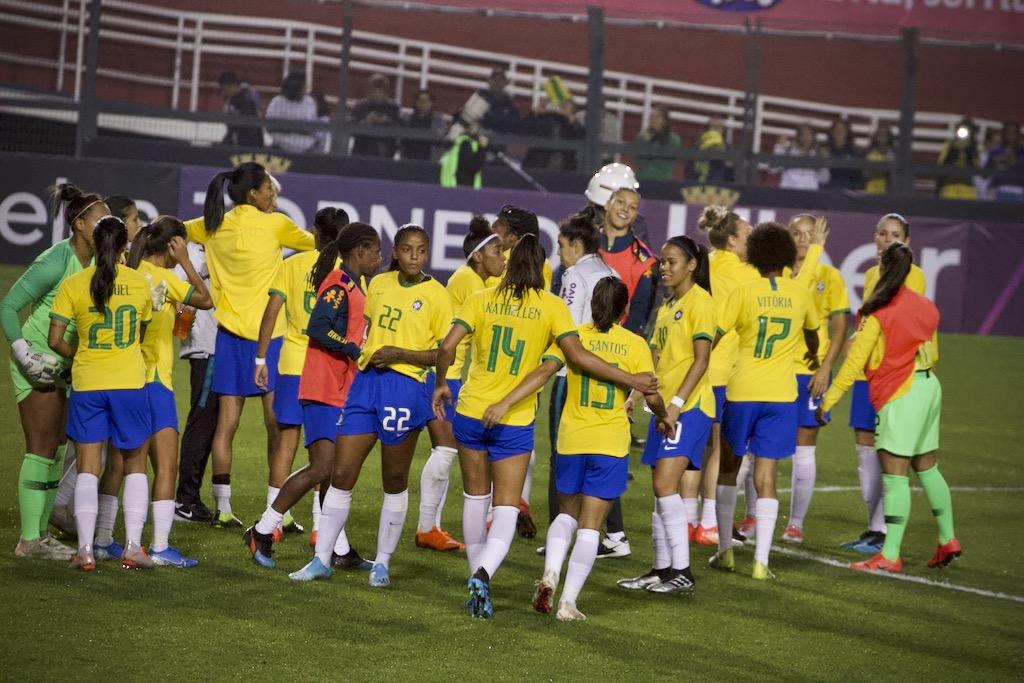
Sélection féminine du Brésil lors d'un tournoi international disputé à São Paulo en 2019

Cet article traite de l'équipe féminine. Pour l'équipe masculine, voir Équipe du Brésil de football.
Maillots
L'équipe du Brésil féminine de football est l'équipe nationale qui représente le Brésil dans les compétitions majeures de football féminin : la Coupe du monde féminine de football, les Jeux olympiques d'été et la Copa América féminine. Elle est sous l'égide de la Confédération brésilienne de football, membre de la FIFA et du CONMEBOL.
Comme ses homologues masculins, les Brésiliennes sont considérées comme l'une des nations fortes du football féminin sur le plan mondial comme le prouvent ses résultats : finaliste de la Coupe du monde 2007 et des Jeux olympiques de 2004, 2008 et 2024 ; vainqueur de 9 Copas América (1991, 1995, 1998, 2003, 2010, 2014, 2018, 2022 et 2025).
Elles évoluent dans les mêmes couleurs que l'équipe du Brésil masculine c'est-à-dire maillot jaune et vert, short bleu et chaussettes blanches. Leur surnom est les « auriverdes » ou les « Canarinhas ».

## Histoire
Longtemps le football féminin fut négligé par les instances footballistiques, ce n'est qu'à partir des années 1980, avec la mise en place par l'UEFA sur le continent européen d'un championnat d'Europe que la FIFA décide de coordonner des compétitions internationales en décidant de mettre en place une coupe du monde en 1991 pour permettre la promotion de ce sport (sport ayant rencontré énormément de succès en Chine et aux États-Unis au niveau féminin). De plus, au Brésil, le Décret-loi 3199 de 1941 prévoit dans son article 54 l'interdiction de la pratique de certains sports aux femmes, qui sont jugés « incompatibles avec les conditions de leur nature ». Le football et ses dérivés (football en salle, beach soccer) leur sont expressément interdits dans un texte de 1965, et l'abolition de cet article de loi en 1979 ne permet pas de lever tout de suite les préjugés intégrés sur un sport désormais vu comme masculin, ce qui retarde la constitution d'équipes féminines de football.
La sélection brésilienne de football féminin est mise en place en 1986.

### Période 1986-1991: Débuts de la sélection nationale et première participation à la Coupe du monde
Créée seulement à partir des années mi-1980, en même temps que la mise en place du football féminin sur le plan international sous l'impulsion de la FIFA avec dans l'optique d'un déroulement d'une compétition internationale qui verra le jour en 1991 avec la coupe du monde, le Brésil dispute son premier match officiel le 22 juillet 1986 contre les États-Unis (défaite 2-1). Les Brésiliennes terminent troisièmes du Tournoi international féminin de la FIFA en 1988. En 1991, le CONMEBOL créé la Sudamericano Femenino (trois sélections y prennent part : le Brésil, le Chili et le Venezuela), ce tournoi permet à son vainqueur de se qualifier pour la première coupe du monde qui aura lieu en Chine la même année. Le Brésil remporte facilement ce championnat en battant respectivement le Venezuela et le Chili 6-0 et 6-1. Elle participe donc à la coupe du monde mais sort dès le premier tour avec deux défaites (contre les États-Unis et la Suède) et une victoire (contre le Japon).

### Période 1992-1996: Première performance dans un tournoi international, demi-finale aux JO de 1996
En 1995, dans la seconde édition de la Sudamericano Femenino (qui réunit cinq équipes cette année-là : Brésil, Argentine, Chili, Équateur et Bolivie), le Brésil remporte à nouveau le trophée avec quatre victoires en autant de matchs dans la phase de poule inscrivant la bagatelle de 42 buts et en encaissant qu'un seul (contre le Chili), en finale du tournoi elle bat l'Argentine 2-0 et se qualifie pour la deuxième édition de la coupe du monde. Lors de cette coupe du monde 1995 en Suède, elle termine dernière de son groupe avec deux défaites (contre l'Allemagne et le Japon) alors qu'elle avait surpris lors du premier match le pays hôte la Suède 1-0. L'année suivante, en tant que meilleure nation sud-américaine, elle participe aux JO d'Atlanta de 1996 (évènement qui accueille pour la première fois de son histoire le football féminin), elle termine seconde de son groupe avec une victoire contre le Japon (2-0) et deux nuls contre la Norvège et l'Allemagne et se qualifie pour les demi-finales devant cette dernière. En demi-finale, elle est battue par la Chine 3-2 et termine quatrième de la compétition après une nouvelle défaite concédée contre la Norvège 2-0, mais réalise lors de ce tournoi sa meilleure performance dans une compétition mondiale.

### Période 1997-2000: Confirmation des progrès du Brésil
En 1998, lors de l'édition de la Sudamericano Femenino (réunissant les dix équipes dont les fédérations sont membres de la CONMEBOL), le Brésil termine en tête de sa poule de cinq nations avec quatre victoires devant le Pérou, en demi-finale elle bat 11-1 l'Équateur puis en finale 7-1 l'Argentine, confirmant sa suprématie sur le continent et se qualifie pour la coupe du monde qui a lieu l'année suivante. Durant la coupe du monde 1999 organisée aux États-Unis, elle sort en tête de sa poule avec deux victoires (contre le Mexique 7-1 et l'Italie 2-0) et partage les points avec l'Allemagne 3-3. En quart-de-finale, elle écarte le Nigeria 4-3 durant les prolongations mais perdent en demi-finale contre le pays hôte les États-Unis 2-0, dans le match de classement elle s'impose aux tirs au but contre la Norvège (0-0, 5-4 t.a.b.), Sissi termine meilleure buteuse du mondial avec sept buts. L'année suivante, toujours considérée comme la meilleure nation sud-américaine, elle participe à ses deuxièmes Olympiades à Sydney. Elle se qualifie pour les demi-finales en battant la Suède (2-0) et l'Australie (2-1) malgré une défaite contre l'Allemagne (1-2), terminant seconde de son groupe. Pour sa deuxième demi-finale d'affilée, elle perd de nouveau contre les États-Unis 1-0 et termine quatrième du tournoi, défaite par l'Allemagne dans le match de classement 2-0.

### Période 2001-2004: Le Brésil atteint la finale des JO 2004 et confirme son statut de grande nation

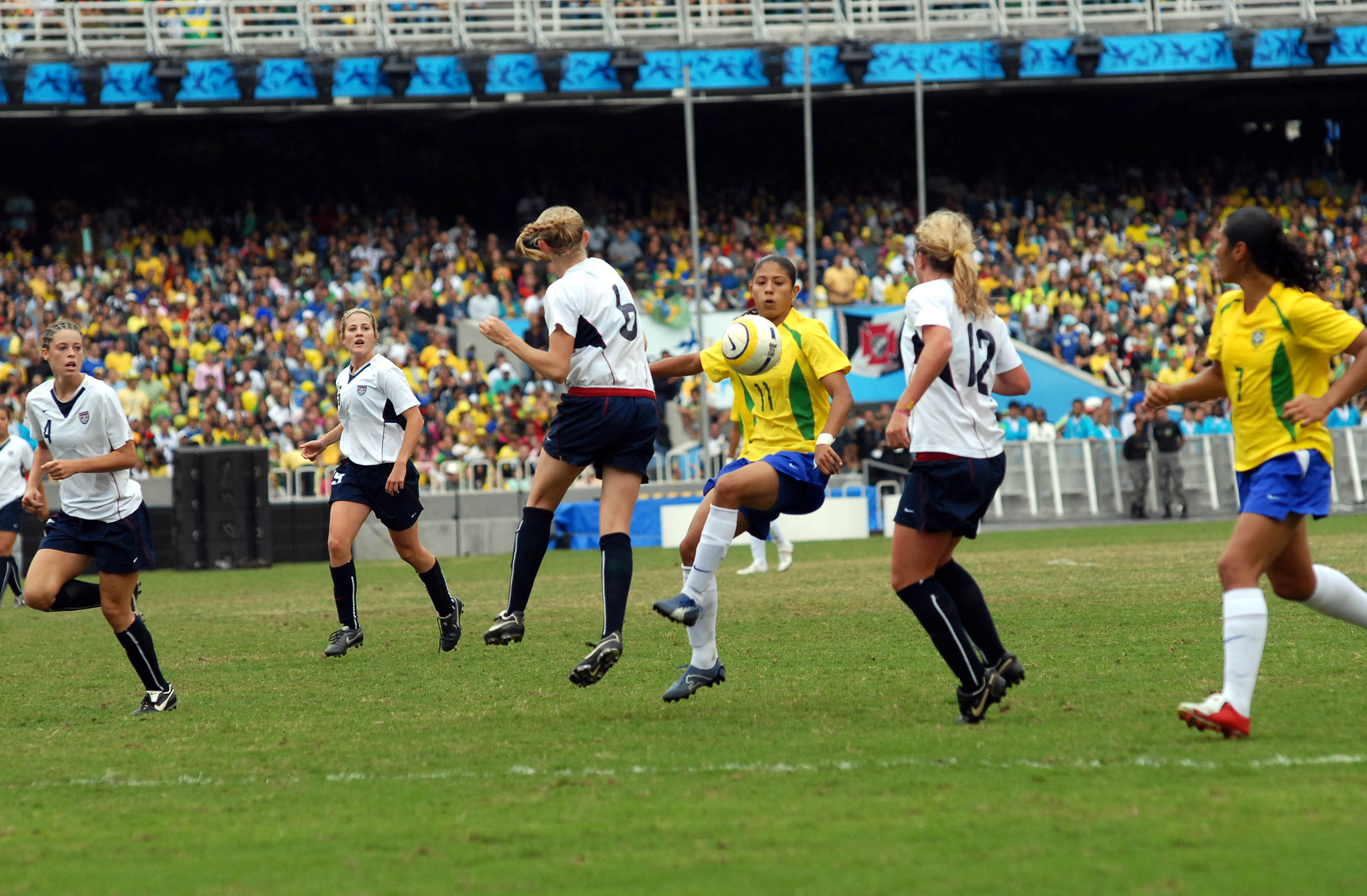
Brésil - États-Unis, match qui devient au fil du temps l'une des grandes oppositions du football féminin.

En 2003, exempt du premier tour de la Sudamericano Femenino, elle fait son entrée lors de la phase finale organisée au Pérou où quatre équipes y participent (Argentine, Colombie et Pérou), elle s'impose à trois reprises en marquant au total 18 buts et en encaissant 2 (les deux face à l'Argentine dans une victoire 3-2) et se qualifie pour la coupe du monde. Pendant l'été 2003, le Brésil participe aux Jeux Panaméricains à Saint-Domingue pour préparer la coupe du monde, il remporte tous ses matchs (5-0 contre Haïti, 5-0 contre le Canada en poules, 2-1 contre l'Argentine en demi-finale puis de nouveau 2-1 en finale contre le Canada (finale rejouée étant donné que la première finale fut interrompue pour cause d'intempéries). Durant cette coupe du monde 2003, elle confirme son rang en terminant en tête de son groupe avec deux victoires (3-0 contre la Corée du Sud et 4-1 contre la Norvège) et un nul (1-1 contre la France) mais en quart-de-finale elle est surprise par la Suède qui la sort du tournoi avec une victoire suédoise 2-1. En tant que vainqueur de la Sudamericano Femenino 2003 et des Jeux Panaméricains 2004, elle se qualifie pour les JO de 2004 à Athènes. Terminant deuxième de sa poule avec deux victoires (contre l'Australie et la Grèce) et une défaite (contre les États-Unis), elle se qualifie pour les quarts-de-finale où elle affronte le Mexique qu'elle bat 5-0 puis pour sa troisième demi-finale d'affilée aux JO elle décroche enfin sa première qualification pour une finale olympique en battant la Suède 1-0. En finale, elle est opposée aux États-Unis, ces derniers l'emportent 2-1 au terme des prolongations.

### Période 2005-2007: Le Brésil échoue en finale de Coupe du monde

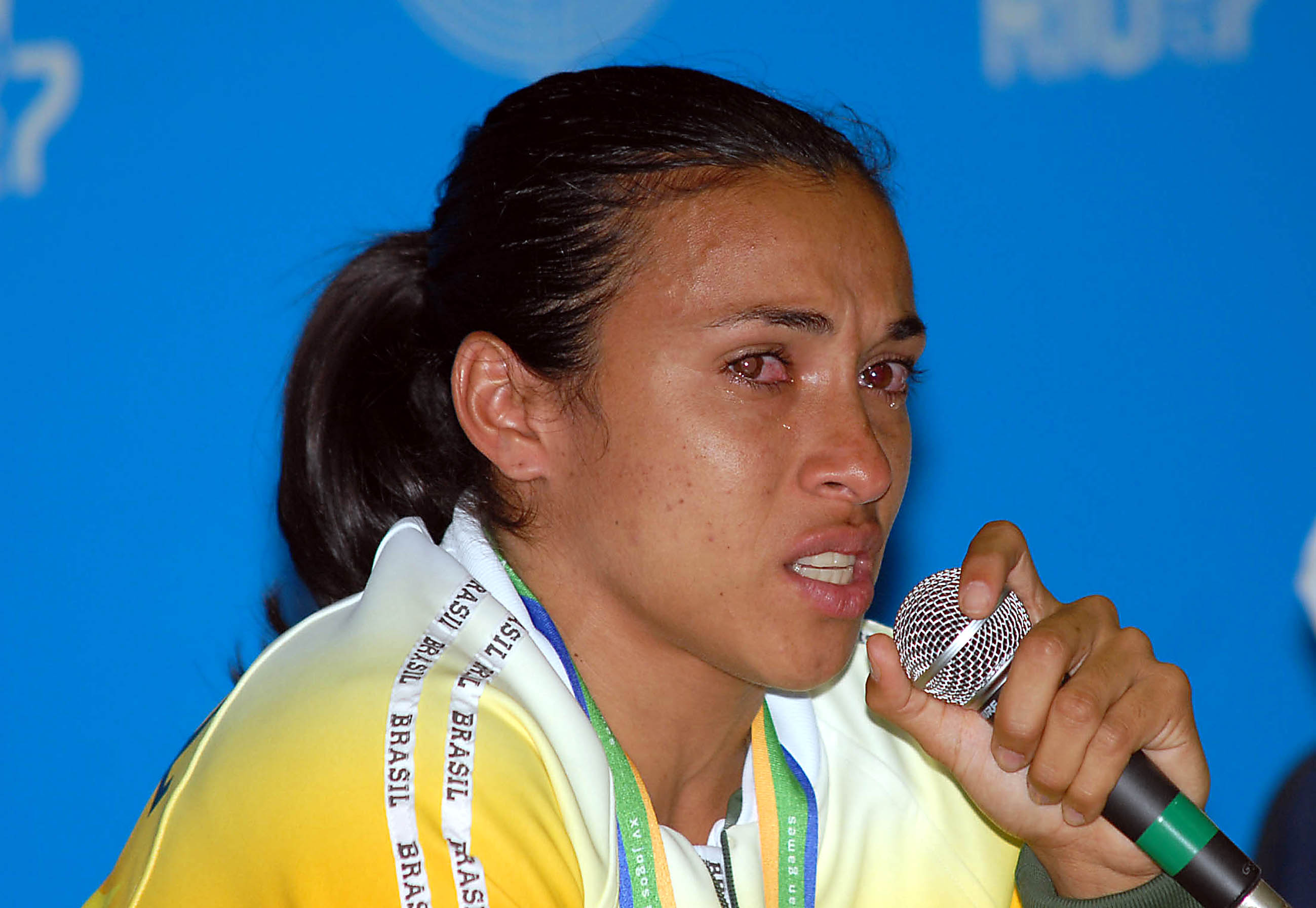
Marta au lendemain de la défaite du Brésil contre l'Allemagne en finale de la Coupe du monde 2007.

En 2006, le Brésil dispute la Sudamericano Femenino, au premier tour, elle bat ses quatre adversaires (Paraguay, Venezuela, Pérou, Bolivie) en autant de matchs, termine en tête de son groupe et se qualifie pour le tournoi final qui réunit quatre équipes. Après ses victoires 6-0 contre l'Uruguay puis 6-0 contre le Paraguay, elle s'avance vers un cinquième titre consécutif, mais au dernier match du tournoi opposé à l'Argentine alors qu'un nul aurait suffi pour décrocher le titre, le Brésil perd pour la première fois le titre en se faisant battre 2-0 à Mar del Plata (il s'agit de sa première défaite dans cette compétition dans son histoire). Cette défaite ne l'empêchera pas de se qualifier pour la coupe du monde 2007, étant donné que les deux premiers du tournoi y sont qualifiés. Cette défaite peut s'expliquer par la volonté du sélectionneur brésilien de rajeunir son groupe, notamment avec l'intégration de la nouvelle génération des brésiliennes qui viennent de l'équipe des moins de 20 ans, et de se priver des titulaires habituelles comme Marta (meilleure joueuse au monde de l'année 2006 selon la FIFA) ou Kátia. L'année suivante en 2007, elle prépare de nouveau sa coupe du monde en participant aux Jeux Panaméricains durant la période estivale, première de sa poule avec quatre victoires en quatre matchs, elle bat 2-0 le Mexique en demi-finale puis les États-Unis 5-0 en finale. En septembre 2007, elle débute sereinement donc la coupe du monde 2007 organisée en Chine, elle remporte ses trois matchs de poule contre la Nouvelle-Zélande (5-0), la Chine (4-0) et le Danemark (1-0) (marquant 10 buts sans en encaisser un seul). En quart-de-finale, elle écarte l'Australie avec difficulté sur le score de 3-2 et accède aux demi-finales. Opposée à l'actuelle championne olympique les États-Unis, le Brésil sous l'impulsion de Marta (auteur d'un doublé) corrige les américaines 4-0 et se qualifie pour la première fois en finale d'une coupe du monde. En finale, l'enthousiasme des Canarinhas est en revanche contré par le réalisme de l'Allemagne (tenante du titre de la coupe du monde) et se fait battre 2-0 (Marta rata un penalty en faveur du Brésil). Sa défaite n'empêche pas le Brésil d'obtenir le titre honorifique de l'équipe la plus spectaculaire du tournoi et sa joueuse Marta de recevoir les titres de meilleure buteuse du tournoi (avec sept réalisations) et de meilleure joueuse du tournoi.

## Classement FIFA
| Année               | 2003 | 2004 | 2005 | 2006 | 2007 | 2008 | 2009 | 2010 | 2011 | 2012 | 2013 | 2014 | 2015 | 2016 | 2017 | 2018 | 2019 | 2020 | 2021 | 2022 | 2023 | 2024 |
| ------------------- | ---- | ---- | ---- | ---- | ---- | ---- | ---- | ---- | ---- | ---- | ---- | ---- | ---- | ---- | ---- | ---- | ---- | ---- | ---- | ---- | ---- | ---- |
| Classement mondial  | 6    | 4    | 4    | 6    | 4    | 3    | 3    | 3    | 4    | 4    | 4    | 8    | 7    | 9    | 8    | 10   | 9    | 8    | 7    | 9    | 11   | 7    |
| Classement Conmebol | 1    | 1    | 1    | 1    | 1    | 1    | 1    | 1    | 1    | 1    | 1    | 1    | 1    | 1    | 1    | 1    | 1    | 1    | 1    | 1    | 1    | 1    |

## Parcours dans les compétitions internationales
Le football féminin au niveau des sélections nationales en Amérique du Sud est organisé autour de trois grandes compétitions internationales : la Coupe du monde mise en place en 1991 par la FIFA qui réunit les meilleures nations mondiales et où tous les continents y ont leurs représentantes, les Jeux olympiques mis en place en 1996 par le CIO qui autorise une compétition de football féminin (sans restriction d'âge contrairement aux hommes) où tout comme la Coupe du monde chaque continent dispose d'un représentant ou plus, enfin la Sudamericano Femenino mise en place par le CONMEBOL qui est un tournoi continental où seules les sélections sud-américaines sont réunies. Il existe d'autres tournois comme les Jeux panaméricains, mais qui revêtent une importance moindre par rapport aux trois autres compétitions et sont disputés en général dans le cadre d'une préparation à un mondial.

### Parcours enCoupe du monde
Le tableau ci-contre récapitule les performances du Brésil en coupe du monde. Les Brésiliennes ne sont parvenues à accéder en finale qu'à une seule reprise en 2007.
Il s'agit de la seule nation sud-américaine à avoir pris part à toutes les phases finales de la coupe du monde depuis sa création en 1991. Sorti lors des deux premières éditions dès le premier tour en 1991 et 1995, le Brésil atteint les demi-finales en 1999 pour finir troisième de l'édition, où Sissi termine meilleure buteuse du tournoi. En 2003, il est éliminé au stade des quarts-de-finale par la Suède. En 2007, le Brésil atteint pour la première fois la finale mais est battu par la tenante du titre l'Allemagne, elle décroche cependant le titre d'équipe la plus spectaculaire et sa joueuse Marta les titres de meilleure joueuse et buteuse du tournoi. Le Brésil organisera pour la 1re fois de son histoire la Coupe du monde en 2027.

### Parcours auxJeux olympiques d'été
Le tableau ci-contre récapitule les performances du Brésil aux Jeux olympiques. Les Brésiliennes ont prouvé leur régularité dans le tournoi olympique en atteignant le dernier carré lors de 6 éditions (sur 8), mais ne sont parvenues à se hisser en finale qu'à 3 reprises, lors des JO de 2004 à Athènes où elles furent battues par les États-Unis 2-1, aux JO de 2008 à Pékin de nouveau battues par les États-Unis 1-0 après prolongation puis aux JO de 2024 à Paris où elles sont encore une fois défaites par les États-Unis sur le score de 0-1. En 1996, 2000 et 2016 (à domicile), elles ont terminé quatrièmes de la compétition.

### Parcours enCopa América féminine
Le tableau ci-contre récapitule les performances du Brésil en Copa América féminine. Les Brésiliennes ont remporté toutes les éditions, excepté celle de 2006 où elles subirent leur première défaite de leur histoire dans cette compétition.
Le Brésil domine outrageusement le continent depuis les années 1990 par l'intermédiaire de ce tournoi entre nations sud-américaines. Lors des quatre premières éditions (qui déterminent les équipes qualifiées pour la coupe du monde), il remporte sans grande difficultés le trophée, il faut attendre la cinquième édition en 2006 pour voir le Brésil perdre son premier match dans l'histoire de cette compétition lors de la finale contre l'Argentine 2-0.
En 2010, les Brésiliennes vont reconquérir aisément le trophée continentale en remportant leurs sept rencontres. Le titre est conservé en 2014, puis en 2018, en 2022 et en 2025.

### Autres tournois
À trois reprises, le Brésil a aligné une équipe lors des Jeux panaméricains, tout d'abord en 2003 pour préparer la coupe du monde 2003, où le Brésil remporte facilement le tournoi contre le Canada, puis en 2007 pour préparer la coupe du monde 2007 où de nouveau le Brésil à domicile (puisque organisé à Rio de Janeiro) s'impose en finale contre les États-Unis 5-0. En 2011, le Brésil perd la finale aux tirs au but contre le Canada. En 2019, le Brésil est vice champion du tournoi international Uber de Sao Paolo après s'être incliné face au Chili. En 2023, le Brésil s'incline contre l'Angleterre lors de la Finalissima féminine.

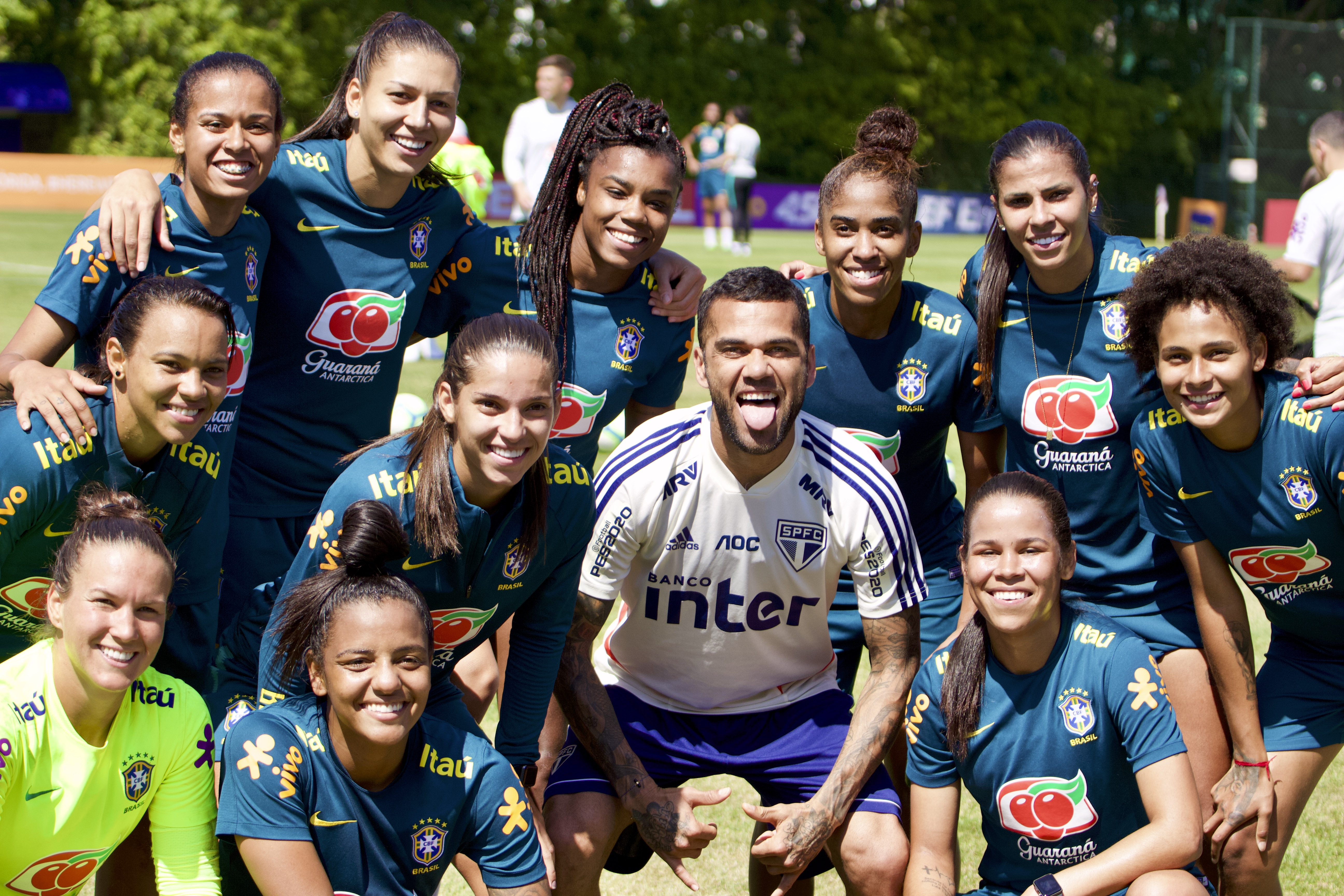
Seleção brésilienne à l'entraînement en compagnie de Dani Alves, à São Paulo en 2019.

## Personnalités historiques de l'équipe du Brésil

### Effectif actuel
.

### Sélectionneurs
| Nom                | Année     |
| ------------------ | --------- |
| José Duarte        | 2000      |
| Paulo Gonçalves    | 2001-2003 |
| René Simões        | 2004      |
| Luiz Antônio       | 2004-2006 |
| Jorge Barcellos    | 2006-2008 |
| Kleiton Lima       | 2008-2011 |
| Jorge Barcellos    | 2011-2012 |
| Márcio de Oliveira | 2012-2014 |
| Vadão              | 2014-2016 |
| Emily Lima         | 2016-2017 |
| Vadão              | 2017-2019 |
| Pia Sundhage       | 2019-2023 |
| Arthur Elias       | 2023-     |

### Joueuses célèbres
| - Kátia - Marta - Roseli - Simone Jatobá - Sissi | - Milene Domingues - Pretinha - Cristiane - Formiga |

## Tenue, emblèmes, symboles des auriverdes
Le logo de la sélection brésilienne est un blason aux couleurs du drapeau brésilien, au centre on voit les inscriptions « CBF », initiale du nom de la fédération du Brésil de football (Confederação Brasileira de Futebol en portugais), au-dessus sont apposées cinq étoiles, chacune représentant une victoire en coupe du monde masculine.
Les joueuses évoluent dans des tenues aux couleurs du drapeau national ; lors de la dernière coupe du monde 2007, elles évoluaient en maillot jaune et vert, short bleu et chaussettes blanches. Leur équipementier est Nike.